# Harri Ylönen
Harri Ylönen (født 21. december 1972 i Kuopio, Finland) er en finsk tidligere fodboldspiller (forsvarer) og -træner.
Ylönen var i en årrække fast bestanddel af Finlands landshold, som han spillede 43 kampe for i perioden 1995-2002. På klubplan spillede han for KuPS og FC Haka i hjemlandet og vandt tre finske mesterskaber med Haka.

## Titler
Veikkausliiga
- 1995, 1998 og 2004 med FC Haka

Suomen Cupen
- 1997 og 2002 med FC Haka